# Karl Frederick
Karl Frederick   (comtat de Franklin, 2 de febrer de 1881 - comtat de Westchester, 11 de febrer de 1963) va ser un tirador estatunidenc que va competir a començaments del segle xx.
El 1920 va prendre part en els Jocs Olímpics d'Anvers, on disputà quatre proves del programa de tir. Guanyà la medalla d'or en les proves de pistola militar, 30 m. equips, pistola lliure, 50 metres equips i pistola lliure, 50 metres. Es desconeix la posició en què finalitzà a la prova de pistola militar, 30 metres.
Frederick va ser president de la National Rifle Association i vicepresident de l'US Revolver Association.